# Sleepers (album de Rapper Big Pooh)
Pour les articles homonymes, voir Sleeper.
Albums de Rapper Big Pooh
Rapper's Delight
(2008)
Sleepers est le premier album studio de Rapper Big Pooh, sorti le 8 février 2005.
L'album comprend des featurings de Phonte, Nicolay ou encore Murs. Il ouvre sur un extrait du film School Daze de Spike Lee.
Le 3 juillet 2012, Rapper Big Pooh a publié, sur son label For Members Only, un EP intitulé Sleepers: The Narcoleptic Outtakes, qui propose les morceaux non retenus lors de l'édition de Sleepers.

## Liste des titres
| No  | Titre                                                                  | Auteur                                                 | Contient un (des) sample(s) de                                | Durée |
| --- | ---------------------------------------------------------------------- | ------------------------------------------------------ | ------------------------------------------------------------- | ----- |
| 1.  | Wake Up                                                                |                                                        |                                                               | 0:05  |
| 2.  | I Don't Care (Produit par Khrysis)                                     | Thomas Jones, Christopher Tyson                        | Top Billin' d'Audio Two                                       | 2:32  |
| 3.  | Strongest Man (Produit par 9th Wonder)                                 | T. Jones, Patrick Douthit                              | Baby Blues du Love Unlimited Orchestra                        | 2:34  |
| 4.  | Heart of the City (Produit par 9th Wonder)                             | T. Jones, P. Douthit                                   | So Far Away de Jerry Butler                                   | 3:32  |
| 5.  | Every Block (featuring Phonte – Produit par 9th Wonder)                | T. Jones, Phonte Coleman, P. Douthit                   | Wake Up Everybody d'Harold Melvin & the Blue Notes            | 3:27  |
| 6.  | Just Friends (Produit par Khrysis)                                     | T. Jones, C. Tyson                                     | After This Dance des Dramatics                                | 3:48  |
| 7.  | Live Life (featuring O-Dash et Spectac – Produit par Khrysis)          | T. Jones, Mervin Jenkins, D. Bratcher, C. Tyson        | Come to Me de Thelma Houston                                  | 4:10  |
| 8.  | My Mind (featuring O-Dash et Darien Brockington – Produit par Khrysis) | T. Jones, Darien Brockington, D. Bratcher, C. Tyson    | Feel Like Making Love de Bob James Hazardous de Godfather Don | 4:20  |
| 9.  | Dash's Interlude (featuring O-Dash – Produit par Nicolay)              | T. Jones, Matthijs Rook                                |                                                               | 1:17  |
| 10. | Scars (featuring Joe Scudda et Median – Produit par 9th Wonder)        | T. Jones, James Livingston, Joseph Griffen, P. Douthit | Back Against the Wall de Curtis Mayfield                      | 4:23  |
| 11. | Between the Lines (Produit par 9th Wonder)                             | T. Jones, Mischa Burgess, P. Douthit                   | Baby Doll du Fatback Band Queen Bitch de Lil' Kim             | 2:54  |
| 12. | The Jungle (featuring KeKe et Tyesha – Produit par Big Dho)            | T. Jones, M. Burgess                                   | Just the Lonely Talking Again des Manhattans                  | 3:32  |
| 13. | Now (featuring Murs – Produit par 9th Wonder)                          | T. Jones, Nick Carter, P. Douthit                      |                                                               | 4:33  |
| 14. | The Fever (Produit par Khrysis)                                        | T. Jones, C. Tyson                                     | Skin Diver de Norman Connors featuring Jean Carne             | 4:07  |